# Gușa-porumbelului

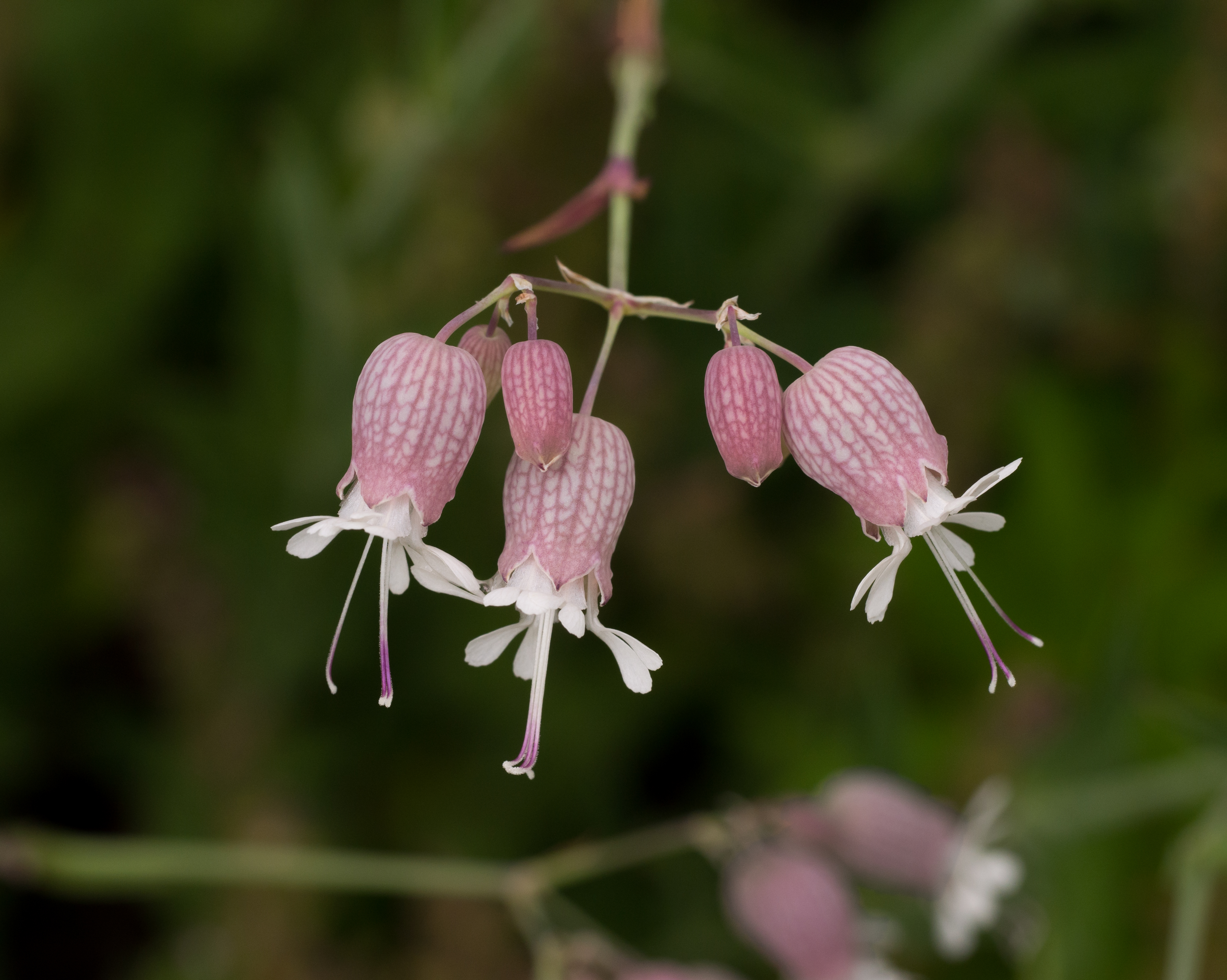
Flori de gușa-porumbelului

Gușa-porumbelului (Silene vulgaris) este o specie de plante din genul Silene din familia Caryophyllaceae. Este nativă Europei, unde este consumată ca hrană în unele părți, dar este larg răspândită și în America de Nord, unde este o apariție obișnuită în pajiști sălbatice, păduri deschise și câmpii.

## Gastronomie

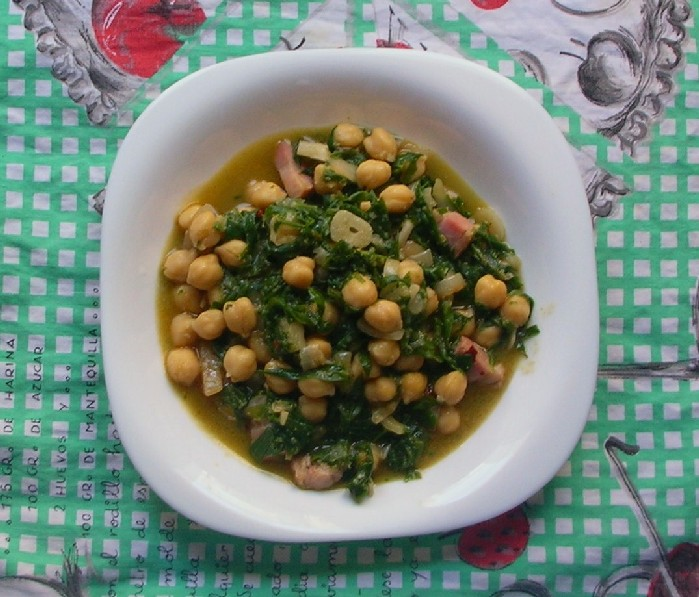
Bucătărie Manchego: tocană de năut și gușa-porumbelului (Potaje de garbanzos y collejas)

Lăstarii și frunzele sunt folosite ca hrană în unele țări din regiunea mediteraneană. Frunzele pot fi consumate și crude în salate. Frunzele mai bătrâne sunt de obicei consumate fierte sau prăjite, sotate cu usturoi și în omlete.

### Creta și Cipru
În Creta este numit agriopapoula (Αγριοπάπουλα), iar localnicii mănâncă frunzele și mugurii rumenite în ulei de măsline.
În Cipru este consumată atât de mult încât, în ultimii ani, a început a fi cultivată și vândută în magazine. Două nume comune cipriote sunt tsakrostoukkia și strouthouthkia (στρουθούθκια).

### Italia
În Italia, frunzele acestei plante pot fi utilizate ca ingredient în risotto. Aici este cunoscută sub numele de sculpit, stridolo sau ca denumirea științifică veche Silene inflata, precum și s-ciopetin, sau grixol în Veneto, și nenkuz, sau sclopit în Friuli.

### Spania (La Mancha)
Pe vremuri, în regiunea La Mancha din Spania, unde frunzele de gușa-porumbelului sunt apreciate culinar, existau oameni, cunoscuți sub numele de „collejeros”, care culegeau și vindeau aceste plante. Frunzele sunt mici și înguste, așadar este nevoie de multe plante pentru a obține o cantitate considerabilă.
În La Mancha, frunzele de gușa-porumbelului, cunoscute sub numele de „collejas”, sunt utilizate în principal pentru a pregăti un fel de mâncare numit gazpacho viudo (gazpacho văduv). Lista de ingrediente conține lipii, numite tortas de gazpacho, și o tocană pregătită cu frunze de gușa-porumbelului. Alte feluri de mâncare preparate cu aceste frunze în Spania sunt „potaje de garbanzos y collejas”, „huevos revueltos con collejas” și „arroz con collejas”.